# 人研ぎ
人研ぎ（じんとぎ）とは「人造石研ぎ出し」の略である。単に漢字ではなく「じんとき」もしくは「ジントキ」と書かれる場合もある。
セメントに種石（きれいな小粒石あるいは割石）を混ぜて人造石を作り、硬化後、その表面を研磨して作る。
平面の天板や出入口額縁だけではなく、曲面の手摺りや立体形の流しなどを一体として作ることもでき、昭和40年代頃まで多くの建物に使われた。
主に左官職人が製作してきたが、現在、施工できる者はかなり少なくなってきている。